# Barbara Grzywocz
Barbara Grzywocz z domu Melon (ur. 22 stycznia 1966 w Nowym Mieście nad Pilicą) – polska lekkoatletka, sprinterka i płotkarka, dwukrotna mistrzyni Polski.

## Kariera
Specjalizowała się w biegu na 400 metrów, ale startowała z powodzeniem również w biegu na 400 metrów przez płotki. Na uniwersjadzie w 1991 w Sheffield zdobyła wraz z koleżankami brązowy medal w sztafecie 4 × 400 metrów (sztafeta biegła w składzie: Sylwia Pachut, Agata Sadurska, Grzywocz i Monika Warnicka).
Na mistrzostwach Europy w 1994 w Helsinkach wystąpiła w sztafecie 4 × 400 metrów, która składzie: Grzywocz, Warnicka, Pachut i Elżbieta Kilińska zajęła w finale 7. miejsce.
W Pucharze Europy w 1989 w Gateshead zajęła w sztafecie 4 × 400 metrów 5. miejsce, a  w Pucharze Europy w 1991 i w Pucharze Europy w 1993 w Rzymie zajęła w tej konkurencji 7. miejsce.
Mistrzyni Polski w biegu na 400 metrów w 1995 oraz w sztafecie 4 × 400 metrów w 1994,  wicemistrzyni w biegu na 400 metrów w 1989, 1992 i 1994, brązowa medalistka w biegu na 400 metrów w 1990 i 1993, w biegu na 400 metrów przez płotki w 1990 i 1991 oraz w sztafecie 4 × 400 metrów w 1991, 1993, 1995 i 1996.
Rekordy życiowe:
| Konkurencja                     | Data i miejsce          | Wynik |
| ------------------------------- | ----------------------- | ----- |
| bieg na 200 metrów              | 29 lipca 1990, Warszawa | 24,69 |
| bieg na 400 metrów              | 4 września 1989, Kraków | 52,88 |
| bieg na 400 metrów przez płotki | 27 czerwca 1990, Poznań | 58,03 |

Była zawodniczką AZS-AWF Katowice.